# San Pietro Viminario
San Pietro Viminario (velenceiül San Piero Viminàrio) település Olaszországban, Veneto régióban, Padova megyében. Lakosainak száma 3051 fő (2023. január 1.). San Pietro Viminario Cartura, Monselice, Pernumia, Tribano és Conselve községekkel határos.

## Népesség
A település lakossága az elmúlt években az alábbi módon változott:
| Lakosok száma | 3031 | 3032 | 3051 |
|               | 2017 | 2018 | 2023 |